# Lucero (álbum de Lucero)
Lucero es el décimo álbum de Lucero; fue lanzado al mercado mexicano en julio de 1993; para esta producción discográfica nuevamente trabaja  con el compositor español Rafael Pérez Botija con el cual colaboró en su exitoso disco de 1991 Solo pienso en ti.
Este álbum consolida la carrera musical de Lucero, convirtiéndola en un referente de la música pop en español; desde su estreno obtiene grandes ventas y logra posicionar múltiples sencillos en la radio de todos los países de Latinoamérica.[cita requerida]
Las baladas Veleta, Sobreviviré , El número uno y Si no podemos amarnos fueron los sencillos que se destacaron en la radio y fueron #1 en la mayoría de los países latinoamericanos, convirtiéndose en clásicos de los 90 y en éxitos dentro de la trayectoria de Lucero.
Este material también es llamado por su sencillo principal Veleta.[cita requerida]

## Antecedentes
A mitades del año 1992; Lucero es invitada por el gobierno de México para presentarse en "Expo Sevilla" en España montando un foro especial para la presentación de los artistas mexicanos, en su presentación con Mariachi cautiva al público sevillano.  Aprovechando el éxito obtenido, la disquera relanza en tierras españolas las producciones de música vernácula Solo pienso en ti y Lucero de México nombrándolo Las rancheras de Lucero.  En su paso por España, Lucero se entrevista con el compositor y productor Rafael Pérez Botija para comenzar a trabajar en su próxima producción musical.
A finales de ese mismo año, Lucero recibe el premio El Galardón a los Grandes de Siempre en Domingo como Mejor Cantante Femenina de 1992.[cita requerida]

## Promoción
En marzo de 1993; Lucero se presenta en Miami, Florida; presentando su nuevo material discográfico e interpretando las canciones de este material en vivo; para esta presentación Lucero cambia de imagen mostrando su cabellera larga y rizada y con esto inicia una campaña publicitaria para un champú para el mercado latinoamericano.
El primer sencillo seleccionado para la promoción de este material fue la canción pop "Veleta" el cual rápidamente sorprende las listas de popularidad colocándose en el primer lugar por varias semanas.[cita requerida]
En la campaña de promoción de este material, Lucero se presenta en el festival Acapulco'93 siendo de las artistas más ovacionadas; en el mismo mes se presenta en los premios TVyNovelas siendo premiada como la Cantante Femenina de 1992. Para continuar con la promoción, se realizó una temporada de varias presentaciones en el Centro de Espectáculos El Patio en la Ciudad de México.[cita requerida]
Como segundo sencillo se selecciona la balada romántica "Sobreviviré"; la cual catapulta aún más las ventas del álbum.  Las canciones "El número uno", "Si no podemos amarnos" también se seleccionan como sencillos para continuar la promoción del álbum.[cita requerida]
En Abril del año de 1993; Lucero entra en los estudios de grabación para comenzar a rodar la telenovela Los parientes pobres bajo la producción de Carla Estrada y protagonizada junto a Ernesto Laguardia, Chantal Andere y Alexis Ayala.  Esta producción se estrena en mayo de 1993 convirtiéndose en un éxito desde su primer capítulo.[cita requerida]
Para esta producción, Lucero interpreta el tema musical de entrada y debido al éxito obtenido por la telenovela, la canción se vuelve un éxito.   La casa disquera de la artista decide relanzar la producción musical que estaba promocionando, incluyendo el tema musical de la telenovela y la canción "Cerca de ti"; los cuales, también se vuelven sencillos de promoción y renuevan el impulso de ventas del álbum, convirtiéndolo en uno de los más vendidos de este año y de la carrera musical de la cantante.[cita requerida]

### Sencillos
- "Veleta"
- "Sobreviviré"
- "El número uno"
- "Los parientes pobres"
- "Si no podemos amarnos"
- "Cerca de tí"
- "Chico rico"

## Lista de canciones
Todos los temas son compuestos por el español Rafael Pérez Botija.

| Lucero 1993 |                                 |          |  |
| N.º         | Título                          | Duración |  |
| 1.          | «Pelele»                        | 3:03     |  |
| 2.          | «Veleta»                        | 4:24     |  |
| 3.          | «Si no podemos amarnos»         | 4:09     |  |
| 4.          | «No te enamores de un perdedor» | 4:32     |  |
| 5.          | «Sobreviviré»                   | 3:20     |  |
| 6.          | «Eres»                          | 4:21     |  |
| 7.          | «Amor de segunda mano»          | 3:24     |  |
| 8.          | «Una más»                       | 4:09     |  |
| 9.          | «El número uno»                 | 3:21     |  |
| 10.         | «Chico rico»                    | 4:16     |  |
| 39:05       |                                 |          |  |

| Bonus tracks |                        |          |  |
| N.º          | Título                 | Duración |  |
| 11.          | «Los parientes pobres» | 4:07     |  |
| 12.          | «Cerca de tí»          | 4:04     |  |
| 47:18        |                        |          |  |

## Créditos de realización
- Productor, arreglos y cuerdas: Rafael Pérez Botija
- Ingenieros de grabación: J.A. Álvarez Alija, José Antonio Álvarez Alija, Luis Carlos Esteban y Gerardo López Haro
- Mezclas: Óscar Clavel
- Guitarra: Javier Catalá
- Coros: Lucero y Doris Cale
- Coordinación: “Rubato”, Mary Jamieson y Ingrid Prysbyl
- Fotografía: Adolfo Pérez Butrón
- Vestuario: Alan Simancas
- Maquillaje: Mike Salas